# Перис (Теннессі)
Перис (англ. Paris) — місто (англ. city) в США, в окрузі Генрі штату Теннессі. Населення — 10 316 осіб (2020).

## Географія
Перис розташований за координатами 36°17′34″ пн. ш. 88°18′29″ зх. д. / 36.29278° пн. ш. 88.30806° зх. д. (36.292867, -88.308033).  За даними Бюро перепису населення США в 2010 році місто мало площу 33,74 км², з яких 33,65 км² — суходіл та 0,09 км² — водойми.

## Демографія
Згідно з переписом 2010 року, у місті мешкало 10 156 осіб у 4404 домогосподарствах у складі 2559 родин. Густота населення становила 301 особа/км².  Було 5058 помешкань (150/км²).
Расовий склад населення:
| - 77,0 % — білих - 19,2 % — чорних або афроамериканців - 0,6 % — азіатів - 0,3 % — корінних американців |

До двох чи більше рас належало 2,3 %. Частка іспаномовних становила 1,6 % від усіх жителів.
За віковим діапазоном населення розподілялося таким чином: 22,9 % — особи молодші 18 років, 55,9 % — особи у віці 18—64 років, 21,2 % — особи у віці 65 років та старші. Медіана віку мешканця становила 41,4 року. На 100 осіб жіночої статі у місті припадало 83,4 чоловіків;  на 100 жінок у віці від 18 років та старших — 77,6 чоловіків також старших 18 років.
Середній дохід на одне домашнє господарство  становив 43 379 доларів США (медіана — 30 462), а середній дохід на одну сім'ю — 53 663 долари (медіана — 39 118). Медіана доходів становила 33 961 долар для чоловіків та 26 752 долари для жінок. За межею бідності перебувало 26,2 % осіб, у тому числі 37,0 % дітей у віці до 18 років та 10,0 % осіб у віці 65 років та старших.
Цивільне працевлаштоване населення становило 3706 осіб. Основні галузі зайнятості: виробництво — 21,6 %, освіта, охорона здоров'я та соціальна допомога — 21,5 %, роздрібна торгівля — 16,4 %.